# Westport (Irland)
Westport (irisch Cathair na Mart ‚Stadt des Schlachtochsen‘) ist eine Stadt im County Mayo an der Westküste der Republik Irland. Sie liegt am Südostende der Clew Bay, eines Meeresarmes des Atlantischen Ozeans, und hat 6872 Einwohner (Stand 2022). Westport ist eine der wenigen planmäßig angelegten Städte des Landes. Das Stadtzentrum besteht aus einem Ensemble von Stadthäusern im georgianischen Stil. Besonders malerisch ist die Mall, eine von Bäumen gesäumte Promenade zu beiden Seiten des Carrowbeg.

## Geschichte

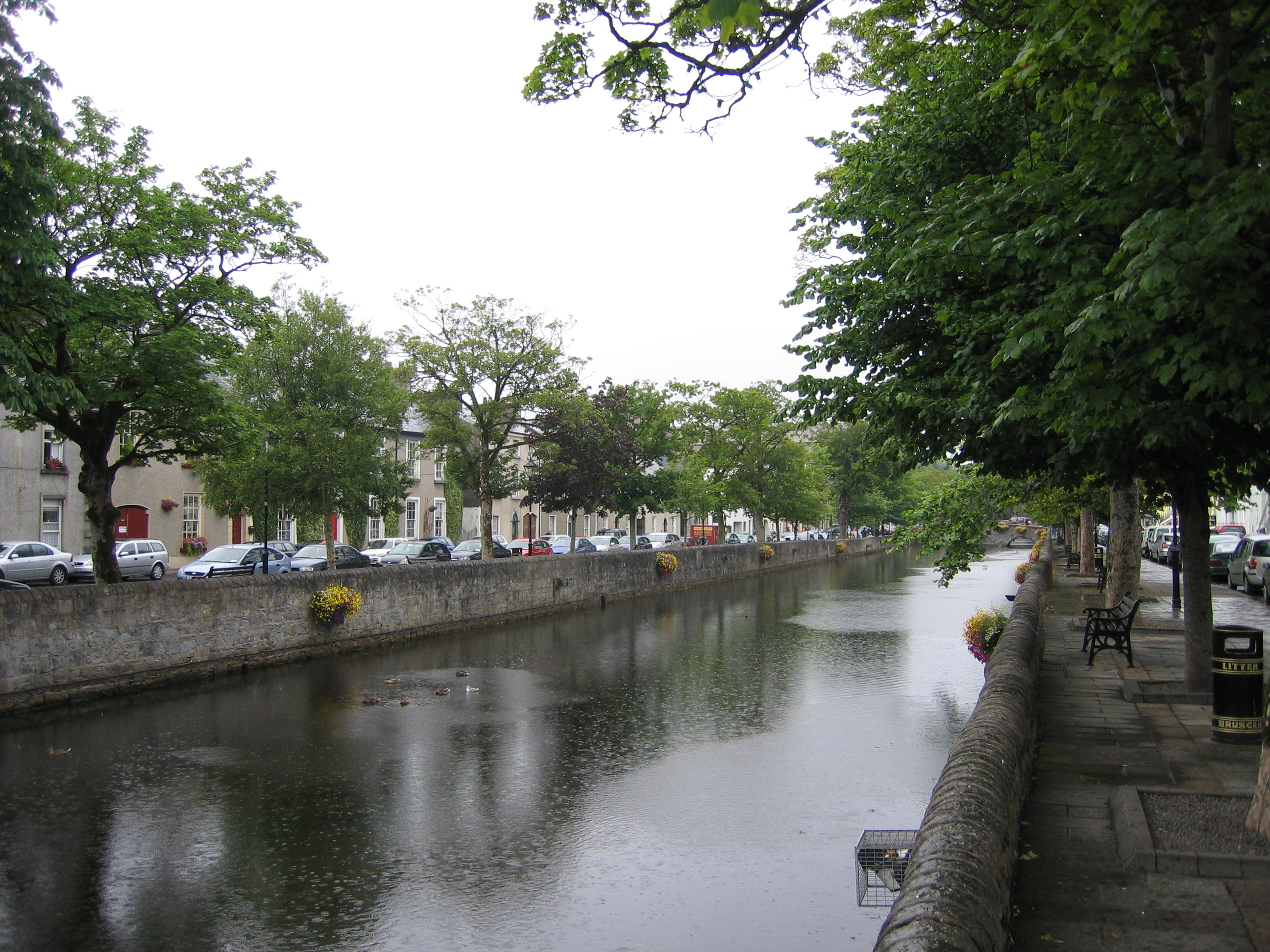
Der Carrowbeg

Westport ist der für Irland ungewöhnliche Fall einer geplanten Stadt. Das ursprünglich hier gelegene Dorf Cathair na Mart wurde in den 1780er-Jahren durch die heutige Stadt ersetzt. Den Auftrag dafür erteilte Lord Sligo dem englischen Architekten James Wyatt. Die Stadt sollte als Wohnort für die im Westport House beschäftigten Leute dienen. Westport House war der stattliche Landsitz der Marquesses of Sligo, es war um 1730 von dem deutschen Architekten Richard Cassels für die Familie Browne errichtet worden. Wyatt gab dem Bau sein heutiges Aussehen und gestaltete den Speiseraum des Hauses.
Am 8. Juni 1879, auf dem Höhepunkt einer schweren Agrarkrise, hielt Charles Stewart Parnell bei einem land meeting in Westport eine Rede, die sich als ein Meilenstein der Geschichte der irischen Bauernbewegung wie auch der irischen Nationalbewegung erweisen sollte. Zu diesem land meeting in Westport waren Landarbeiter und kleine Pächter zusammengeströmt, die infolge von Missernten, besonders bei den Kartoffeln, ihre Pacht nicht mehr zahlen konnten und denen die britischen Landbesitzer ungeachtet der drohenden Hungersnot mit der Vertreibung drohten. Parnells Aufruf, sich nicht von Haus und Hof verjagen zu lassen (“Hold a firm grip of your homesteads and lands!”) war der Auslöser für die Gründung der Irish Land League am 21. Oktober desselben Jahres. Zudem war die Rede in Westport ein wichtiger Schritt in der politischen Laufbahn von Parnell, der im Jahr darauf die Führung der Home Rule League übernahm.

## Tourismus

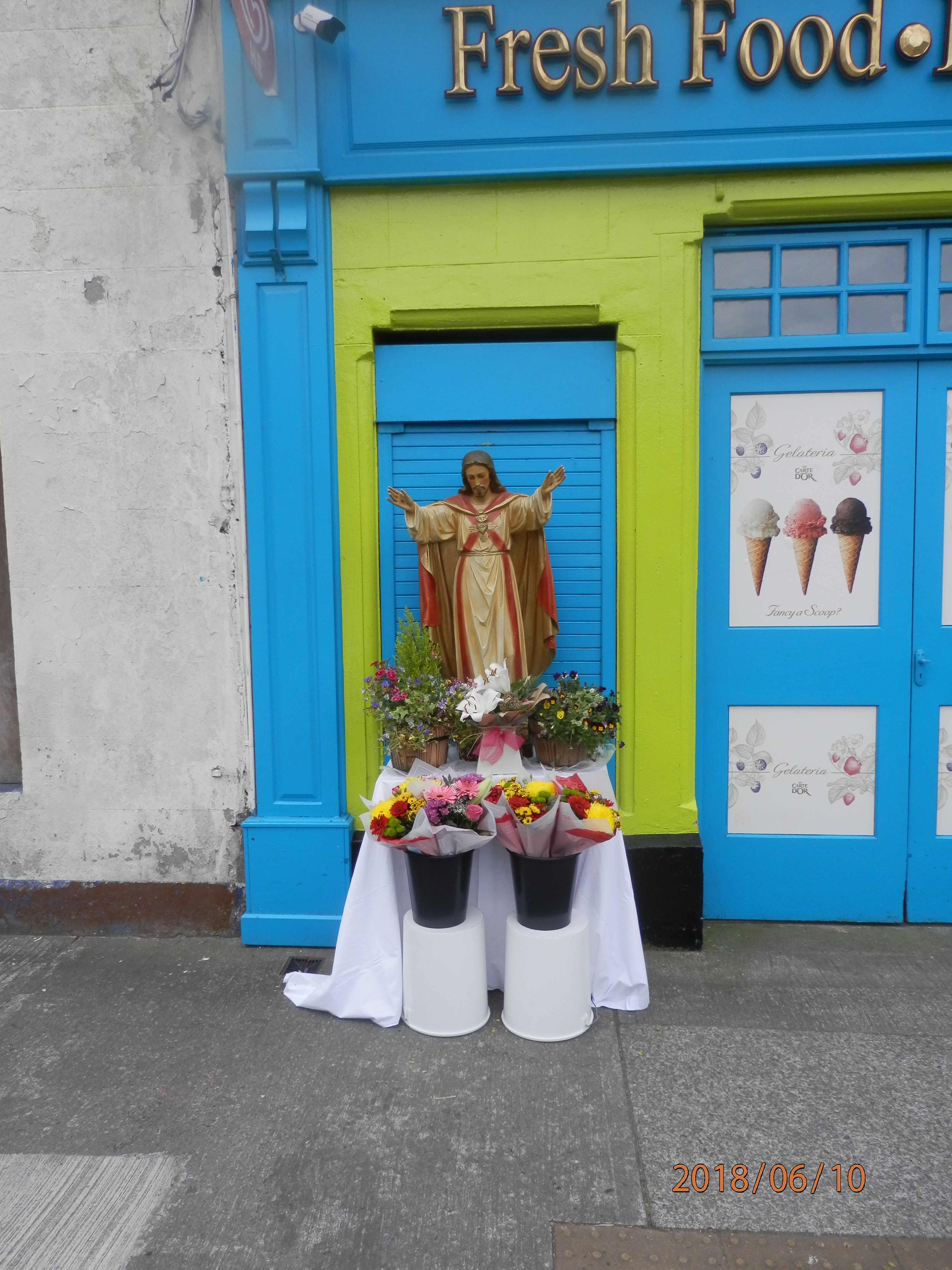
Fronleichnam 2018, Straßenaltar in Westport

Westport ist, aus mehreren Gründen, ein Anziehungspunkt für Touristen. Der wichtigste ist die schöne Landschaft der Umgebung und die Nähe zu Connemara, Achill Island, Clew Bay und Croagh Patrick.
- Der Berg Croagh Patrick, ein berühmtes Pilgerziel, liegt 10 Kilometer westlich der Stadt nahe dem Dorf Murrisk. Er stellt einen markanten Hintergrund des Stadtbildes dar. Die kleine Kapelle auf dem Gipfel kann man mit dem bloßen Auge erkennen.
- Ein großes Fest der Stadt ist das Fronleichnamsfest, an dem das Allerheiligste in einer Prozession durch die Straßen der Stadt getragen wird.
- Die Stadt bietet Möglichkeiten zum Hochseeangeln. Beliebte Angelreviere sind auch die nahegelegenen Seen Lough Mask und Lough Carra sowie der Fluss Eriff.
- Westport House mit seinem für Kinder besonders interessanten Tier- und Vogelpark ist ein Anziehungspunkt für Familien. Viele von ihnen übernachten auf dem zugehörigen Campingplatz.
- Ein Anziehungspunkt zumal für Liebhaber irischer Folk-Musik ist der Pub des international bekannten Folk-Querflötisten Matt Molloy, in dem (fast) allabendlich Konzerte oder Sessions stattfinden.[6]
- Es gibt einen 18-Loch-Golfplatz.

## Persönlichkeiten
- Joseph Maher (1933–1998), Schauspieler
- Myles Staunton (1935–2011), Politiker
- Séamus Hughes (1952–2022), Politiker
- Michael Ring (* 1953), Politiker
- Keira Keogh (* 1985), Politikerin

## Verkehr
Westport ist der Endpunkt der Bahnlinie von Dublin, die auch über Castlebar, die Hauptstadt des County Mayo, führt. Bis 1977 führte die Bahnlinie bis zum Westport Quay. Es gab früher auch eine Zweiglinie nach Achill. Diese wurde bereits 1937 stillgelegt.
In Westport endet die Nationalstraße N5, die die Stadt mit Castlebar und weiter über die N4 mit Dublin verbindet. Die andere wichtige Straße durch Westport ist die N59. Sie führt quer durch das County Mayo nach Sligo. Nach Süden verläuft sie durch Connemara nach Galway.
Der Regionalflughafen Knock ist ca. 60 Kilometer entfernt.

## Wirtschaft
Westport ist einer von mehreren Produktionsstandorten des US-amerikanischen Pharma- und Biotechnologieunternehmens AbbVie in Irland. In der 1977 von Allergan etablierten und 2020 von AbbVie durch einen zweiten Bau erweiterten Fabrik sind rund 1300 Mitarbeiter beschäftigt. Aus der Fabrik kommt fast die gesamte Botox-Produktion der Welt.